# 江島絵理
江島 絵理（えじま えり）は、日本の漫画家。

## 経歴
専門学校九州デザイナー学院マンガ学科出身。『ヤングマガジンサード』（講談社）の2014年Vol.2より連載開始の『少女決戦オルギア』でデビュー。2016年Vol.6まで連載された。
2015年12月、2016年1月に自身のウェブサイトで『柚子森さん』を掲載。その後、『柚子森さん』は『やわらかスピリッツ』（小学館）にて、2016年6月から2018年3月まで連載された。
『対ありでした。 〜お嬢さまは格闘ゲームなんてしない〜』が『コミックフラッパー』（KADOKAWA）にて、2020年2月号より連載中。2021年1月には、テレビアニメ化が発表された。

## 人物
以前は「ねぶくろ」という名前で活動していた。
諫山創、吉永ゆう、青咲るそうは専門学校九州デザイナー学院時代の同期である。
長門知大は『少女決戦オルギア』連載時のアシスタントであり、長門との会話が『柚子森さん』を執筆するきっかけとなった。

## 作品リスト

### 連載
- 少女決戦オルギア（『ヤングマガジンサード』2014年Vol.2 - 2016年Vol.6）
- 柚子森さん（『やわらかスピリッツ』予告編：2016年6月6日、6月13日、6月20日、連載：2016年6月27日 - 2018年3月26日）
- 対ありでした。 〜お嬢さまは格闘ゲームなんてしない〜（『コミックフラッパー』2020年2月号 - 連載中）

### 読み切り
- 秘密にさせて（『エクレア blanche あなたに響く百合アンソロジー』2017年）
- 勝負っしょ!!（原作：中村カンコ、『うちのメイドがウザすぎる！ 公式アンソロジー』2018年） - 『うちのメイドがウザすぎる！』のアンソロジー寄稿作品。

### 書籍
- 『少女決戦オルギア』、講談社〈ヤンマガKCスペシャル〉2015年 - 2016年、全3巻
  1. 2015年4月6日発売[11]、ISBN 978-4-06-382594-7
  2. 2015年10月6日発売[12]、ISBN 978-4-06-382682-1
  3. 2016年7月20日発売[13]、ISBN 978-4-06-382827-6
- 『柚子森さん』、小学館〈ビッグコミックススペシャル〉2016年 - 2018年、全5巻
- 『対ありでした。 〜お嬢さまは格闘ゲームなんてしない〜』、KADOKAWA〈MFコミックス フラッパーシリーズ〉2020年 - 、既刊9巻（2025年6月23日現在）